# Elecciones presidenciales de Corea del Sur de 1971
Las elecciones presidenciales de Corea del Sur se llevaron a cabo el 27 de abril de 1971, y fueron  las últimas elecciones de la Tercera República. No volvería a haber elecciones presidenciales directas hasta 1987. Park Chung-hee estaba constitucionalmente impedido para acceder a un tercer mandato, pero logró reformar la constitución al poseer mayoría parlamentaria suficiente, y poder presentarse a la reelección, la cual obtuvo con el 53.2% de los votos, por encima de Kim Dae-jung, en una participación del 79%. Sin embargo, poco después de esta elección, en las legislativas de 1971, su partido perdió gran parte de su poderío y se vio sin posibilidad de realizar otra reforma para presentarse a una cuarta reelección. Al no disponer de medidas legales para perpetuarse en el poder, en octubre de 1972, Park ejecutó un Autogolpe de Estado e instauró una dictadura militar que duraría hasta su asesinato en 1979. La dictadura seguiría después de su muerte hasta 1987, cuando se celebraron las primeras elecciones directas.

## Resultados

### General
| Candidato                | Partido                          | Votos      | %     |
| ------------------------ | -------------------------------- | ---------- | ----- |
| Park Chung-hee           | Partido Democrático Republicano  | 6.342.828  | 53.20 |
| Kim Dae-jung             | Nuevo Partido Democrático        | 5.395.900  | 45.26 |
| Jin Bok-ki               | Partido Popular                  | 122.914    | 1.03  |
| Park Ki-chul             | Partido Nacionalista Democrático | 43.753     | 0.37  |
| Lee Jong-yun             | Partido Liberal Democrático      | 17.823     | 0.15  |
| Votos en blanco/anulados | Votos en blanco/anulados         | 494.606    | –     |
| Total                    | Total                            | 12.417.824 | 100   |
| Fuente: Nohlen et al.    |                                  |            |       |

### Por provincia
| Provincia o ciudad | Park Chung Hee | Park Chung Hee | Kim Dae-jung | Kim Dae-jung | Jin Bok-ki | Jin Bok-ki | Park Ki-chul | Park Ki-chul | Lee Jong-yun | Lee Jong-yun | Total     | Total |
| Provincia o ciudad | Votos          | %              | Votos        | %            | Votos      | %          | Votos        | %            | Votos        | %            | Total     | Total |
| ------------------ | -------------- | -------------- | ------------ | ------------ | ---------- | ---------- | ------------ | ------------ | ------------ | ------------ | --------- | ----- |
| Seúl               | 805,772        | (40.0%)        | 1,198,018    | (59.4%)      | 6,881      | (0.3%)     | 4,811        | (0.2%)       | 1,426        | (0.1%)       | 2,016,098 |       |
| Gyeonggi           | 687,985        | (48.9%)        | 696,582      | (49.5%)      | 13,770     | (1.0%)     | 6,547        | (0.5%)       | 2,995        | (0.2%)       | 1,407,879 |       |
| Gangwon            | 502,722        | (60.0%)        | 325,556      | (38.8%)      | 7,326      | (0.9%)     | 2,985        | (0.4%)       | 1,390        | (0.2%)       | 839,979   |       |
| Chungcheong        | 556,632        | (53.5%)        | 461,978      | (44.4%)      | 14,411     | (1.4%)     | 5,285        | (0.5%)       | 2,322        | (0.2%)       | 1,040,628 |       |
| Chungbuk           | 312,744        | (57.3%)        | 222,106      | (40.7%)      | 6,989      | (1.3%)     | 2,662        | (0.5%)       | 1,154        | (0.2%)       | 545,655   |       |
| Jeolla             | 479,737        | (34.4%)        | 874,974      | (62.8%)      | 31,986     | (2.3%)     | 4,362        | (0.3%)       | 2,122        | (0.2%)       | 1,393,181 |       |
| Jeonbuk            | 308,850        | (35.5%)        | 535,519      | (61.5%)      | 21,162     | (2.4%)     | 3,167        | (0.4%)       | 1,646        | (0.2%)       | 870,344   |       |
| Busan              | 385,999        | (55.7%)        | 302,452      | (43.6%)      | 1,974      | (0.3%)     | 2,518        | (0.4%)       | 583          | (0.1%)       | 693,526   |       |
| Gyeongnam          | 891,119        | (73.4%)        | 310,595      | (25.6%)      | 6,793      | (0.6%)     | 4,580        | (0.4%)       | 1,634        | (0.1%)       | 1,214,721 |       |
| Gyeongbuk          | 1,333,051      | (75.6%)        | 411,116      | (23.3%)      | 9,838      | (0.6%)     | 6,438        | (0.4%)       | 2,374        | (0.1%)       | 1,762,817 |       |
| Jeju               | 78,217         | (56.9%)        | 57,004       | (41.4%)      | 1,784      | (1.3%)     | 398          | (0.3%)       | 177          | (0.1%)       | 137,580   |       |